# Balanoglossus
Balanoglossus is een geslacht in de taxonomische indeling van de Hemichordata. Het dier behoort tot de familie Ptychoderidae.

## Soorten
- Balanoglossus australiensis (Hill, 1894)
- Balanoglossus apertus (Spengel, 1893)
- Balanoglossus aurantiaca (Girard, 1853)
- Balanoglossus borealis (Willey, 1899)
- Balanoglossus capensis (Gilchrist, 1908)
- Balanoglossus carnosus (Müller in Spengel, 1893)
- Balanoglossus clavigerus (delle Chiaje, 1829)
- Balanoglossus gigas (Müller in Spengel, 1893)
- Balanoglossus hydrocephalus (van der Horst, 1940)
- Balanoglossus jamaicensis (Willey, 1899)
- Balanoglossus misakiensis (Kuwano, 1902)
- Balanoglossus natalensis (Gilchrist, 1908)
- Balanoglossus occidentalis (Ritter, 1902)
- Balanoglossus proterogonius (Belichov, 1928)
- Balanoglossus parvulus (Punnett, 1903)
- Balanoglossus robinii (Giard, 1882)
- Balanoglossus stephensoni (van der Horst, 1937)
- Balanoglossus salmoneus (Giard, 1882)
- Balanoglossus studiosorum (van der Horst, 1940)
- Balanoglossus simodensis (Miyamoto & Saito, 2007)